# Neobisium inaequale
Neobisium inaequale es una especie de arácnido del orden Pseudoscorpionida de la familia Neobisiidae.

## Distribución geográfica
Se encuentra en los Balcanes y en Hungría.